# Ibn al-Banna al-Marrakushi
Abū l-ʿAbbās Aḥmad ibn Muḥammad ibn ʿUthmān al-Azdī ibn al-Bannāʾ al-Marrākushī (in berbero ابن البناء المراكشي; Marrakech, 29 dicembre 1256 – Marrakech, 31 luglio 1321) è stato un matematico e astronomo arabo maghrebino nato in epoca almohade e vissuto in epoca merinide.
Il cratere Al-Marrakushi sulla Luna porta il suo nome.

## Biografia

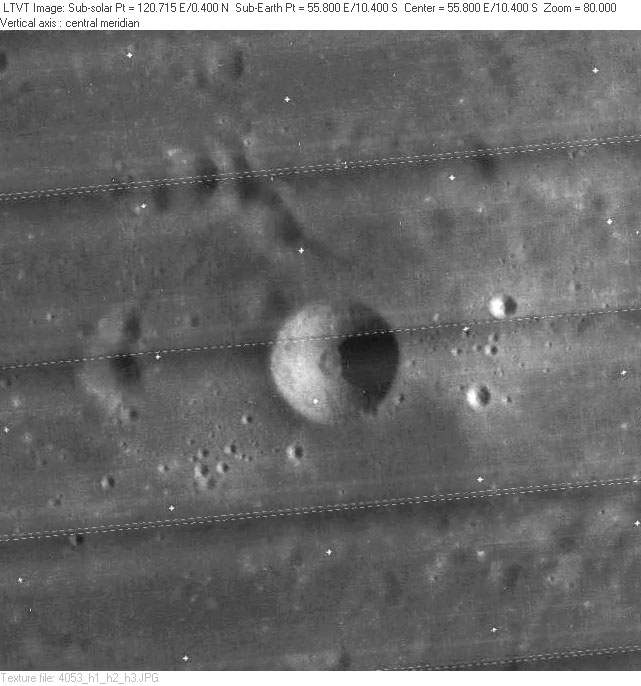
Cratere Al-Marrakushi

Figlio di un architetto, nacque a Marrakesh nel 1256. Studiò a Fès e a Marrakesh, acquisendo presto le competenze di base della matematica e della geometria del suo tempo, traducendo gli Elementi di Euclide in arabo. Fu l'astrologo di corte del sultano merinide Abu Sa'id Uthman II. Insegnò a Marrakesh e ad Aghmat.
Scrisse tra i 51 e i 74 trattati, su temi diversi quali l'algebra, l'astronomia, la linguistica e la logica.
Dal punto di vista astronomico, al-Marrākushī fu fedele agli insegnamenti di al-Zarqālī. La sua opera astronomica principale è intitolata minhāj al‐ṭālib fī taʿdīl al‐kawākib (metodo dello studente per calcolare le posizioni dei pianeti).
Come matematico, è noto soprattutto per aver perfezionato un sistema di calcolo che può essere considerato un lontano antenato dei calcolatori manuali, il ḥisāb al-ghubār - e per due delle sue opere:
- Talkhīs ʿamal al-ḥisāb: un commentario relativo alle tecniche di calcolo, in cui sono trattate frazioni e somme di quadrati e cubi.
- Rafʿ al-ḥijāb: che si occupa del calcolo delle radici quadrate e la teoria delle frazioni continue. Questo lavoro fu la prima opera dai tempi del matematico e astronomo indiano Brahmagupta a usare una notazione algebrica, che venne poi ulteriormente sviluppata dal suo successore Abu l-Hasan ibn 'Ali al-Qalasadi due secoli dopo.[3]